# Schizonycha glabra
Schizonycha glabra är en skalbaggsart som beskrevs av Brenske 1890. Schizonycha glabra ingår i släktet Schizonycha och familjen Melolonthidae. Inga underarter finns listade i Catalogue of Life.